# بوبي براون (كرة سلة)
بوبي براون (بالإنجليزية: Bobby Brown)‏ مواليد 24 سبتمبر 1984 في لوس أنجلوس، هو لاعب كرة سلة أمريكي بدأ مسيرته الاحترافية في سنة 2007 يلعب في الرابطة الصينية لكرة السلة ويحمل الرقم 6. يبلغ طوله 6 قدم 0.5 بوصة (1.8 م).

## فرق لعب لها
- ألبا برلين
- سكرامنتو كينغز
- مينيسيوتا تيمبر وولفز
- نيو أورلينز بيليكانز
- لوس أنجلوس كليبرز
- إي دبليو إي باسكتس أولدنبورغ

## روابط خارجية
- بوبي براون على موقع الاتحاد الدولي لكرة السلة (الإنجليزية)
- بوبي براون على موقع الدوري الأوروبي لكرة السلة (الإنجليزية)
- بوبي براون على موقع إن بي أي (الإنجليزية)
- بوبي براون على موقع سبورتس رفرنس (الإنجليزية)
- بوبي براون على موقع كرة السلة الأوروبية.كوم (الإنجليزية)
- بوبي براون على موقع كلية كرة السلة في سبورتس رفرنس.كوم (الإنجليزية)
- بوبي براون على موقع ريلجم (الإنجليزية)
- بوبي براون على موقع بروبوليرز (الإنجليزية)
- بوبي براون على موقع سبورتس رفرنس (الإنجليزية)
- بوبي براون على موقع سبورتس رفرنس (الإنجليزية)